# Кетрін Ґілдінер
Кетрін Ґілдінер (англ. Catherine Gildiner; нар. 1948) — американсько-канадська письменниця та клінічна психологиня.

## Особисте життя
Ґілдінер народилася в Льюїстоні, штат Нью-Йорк, пізніше виросла в Ніагара-фолл, штат Нью-Йорк, і провела свої підліткові роки в Амгерсті поблизу Баффало.
Останній біографічний фрагмент Ґілдінер описує її час у Трініті-коледжі Оксфордського університету, починаючи з 1968 року, де вона була однією з двох студенток (обидві американки), які вивчали літературу, і де зіткнення американської та британської культур дало багато цікавих і розважальних епізодів. Їй вдалося вступити до Оксфорда частково завдяки віршу про «Втрачений рай» Мілтона, який вона написала після того, як прийняла психофармацевтичний препарат свого друга, який мав допомогти їй не заснути, щоб встигнути завершити есе. Згідно з її автобіографією, це був єдиний вірш, який вона «коли-небудь написала до чи після», і це дозволило їй залишити США, де її допитувало ФБР щодо її причетності до хлопця, який був частиною руху Партії Чорної Пантери. Її перебування в Англії охоплювало зустрічі як з Біллом Клінтоном, так і з Джимі Гендріксом.
Після Оксфорду Ґілдінер здобула ступінь бакалавра в Університеті Огайо, а потім викладала в середній школі Томаса Пейна, де нещодавно відбулися расові заворушення, там вона успішно Залучала чорних студентів, яких деякі її колеги вважали безнадійними.
Стипендія дозволила їй відвідати коледж Вікторії в Університеті Торонто, щоб здобути ступінь магістра у провідної науковиці Колріджа Кетлін Коберн. Спочатку вона ділила студентську квартиру з чоловіками, які, як виявилося, були союзниками Фронту визволення Квебеку, внаслідок чого її знову допитали, цього разу канадська поліція, а потім безплатно орендувала багатоповерхівку, яка виявилася центром незаконної торгівлі наркотиками. Попри бурхливу історію проживання, їй вдалося здобути ступінь магістра та доктора філософії.
Ґілдінер живе в Торонто зі своїм чоловіком Майклом, з яким вони разом уже 40 років, і трьома синами.

## Письменницька кар'єра
Ґілдінер написала біографічну трилогію «Занадто близько до водоспаду», «Після водоспаду» та «Вихід на берег», що охоплюють відповідно її життя у віці від 4 до 12 років, від 12 до 21 року та від 21 до 27 років. В одній рецензії на «Після водоспаду» описали мемуари Ґілдінер як «освіжаюче відверті, зворушливі та дотепні», а саму авторку — як «енергійну та щиру, з лукавим почуттям гумору, вона — неприємності з великим серцем».
2015 року авторка Buffalo News Енн Невілл опублікувала занепокоєння щодо правдивості мемуарів Ґілдінер.

## Публікації
Біографії:
- «Занадто близько до водоспаду» (1999)
- «Після водоспаду» (2010)
- «На берег» (2014)

Романи:
- «Зваблення» (2005)

Нон-фікшн:
- «Доброго ранку, потворо!» (2019)

## Переклади українською
2025 року у видавництві «Віват» вийшов український переклад книжки «Доброго ранку, потворо!» Перекладачка — Ірина Шагова.

## Нагороди та відзнаки
- Ґілдінер отримала нагороду Canadian Different Drummer

## Зовнішні посилання
- Інтерв'ю з авторкою у "Трибуні"
- Інтерв'ю: Wall Street Journal
- Рецензія на «Після падіння» в журналі Elle